# Eddy Meeùs
Eddy Meeùs (Antwerpen, 15 december 1925 – 24 november 2001) was een Belgische landbouwdeskundige en oprichter van Walibi. Na een mislukte poging tegen de Franse grens opende hij toch in 1975 te Waver zijn park.

## Biografie
Meeùs vertrok in 1955 naar Kongo waar hij een quinquinaplantage overnam. Binnen korte tijd breidde hij deze plantage uit tot een gebied ter grootte van 60 hectare. Vanwege de politieke situatie in Kongo zag Meeùs zich begin jaren zeventig genoodzaakt om terug te keren naar België. Zijn plantages verkocht hij voor 123 miljoen Belgische frank (ongeveer 3 miljoen euro).
In 1972 nam hij contact op met het Duitse bedrijf Rixen en werd hij exclusieve verdeler van de Telewaterski, een kabelski-installatie. Om potentiële afnemers de mogelijkheid te bieden om het product in werking te zien kocht hij een vijver nabij Waver. Het geschikt maken van de vijver en het omliggende land, brachten echter hoge kosten met zich mee. Meeùs realiseerde zich dat de Telewaterski alléén niet voldoende was om de kosten te dekken en ging op zoek naar aanvullende bronnen van inkomsten. Dit leidde uiteindelijk tot de oprichting van Walibi, dat geopend werd in 1975. 
In 1989 richtte hij de Walibi Group op en investeerde in nog andere attractieparken. Walibi Belgium was sindsdien niet langer privébezit van Meeùs. In 1997 verkocht hij de groep met alle attractieparken aan de Six Flags-groep. De Walibi Group werd hernoemd naar Six Flags European Division, en enkele andere parken werden aan de groep toegevoegd.
Na de verkoop van de attractieparken uit de Walibi Group aan Six Flags, werden de twee andere bezittingen van de groep, Mini-Europa en Océade Belgium, privébezit van Meeùs. Na diens overlijden nam zijn zoon, Thierry Meeùs, de parken over.
Meeùs stierf op 24 november 2001. Hij werd 76 jaar oud.